# Pierre Beaumarchais
Pierre-Augustin Caron de Beaumarchais (Paris, 24 de janeiro de 1732 – Paris, 18 de maio de 1799) foi um polímata francês. Em vários momentos de sua vida, ele foi relojoeiro, inventor, dramaturgo, músico, diplomata, espião, editor, horticultor, negociante de armas, satirista, financista e revolucionário (francês e estadunidense).

## Vida
Filho de um relojoeiro parisiense, Beaumarchais cresceu na sociedade francesa e tornou-se influente na corte de Luís XV como inventor e professor de música. Ele fez uma série de contatos comerciais e sociais importantes, desempenhou vários papéis como diplomata e espião e ganhou uma fortuna considerável antes que uma série de batalhas judiciais caras colocassem em risco sua reputação.
Um dos primeiros defensores da independência estadunidense, Beaumarchais fez lobby junto ao governo francês em nome dos rebeldes americanos durante a Guerra da Independência dos Estados Unidos. Beaumarchais supervisionou a ajuda secreta dos governos francês e espanhol para fornecer armas e assistência financeira aos rebeldes nos anos anteriores à entrada formal da França na guerra em 1778. Mais tarde, ele lutou para recuperar o dinheiro que havia pessoalmente investido no esquema. Beaumarchais também participou dos estágios iniciais da Revolução Francesa de 1789. Ele é provavelmente mais conhecido, no entanto, por suas obras teatrais, especialmente as três peças de Figaro.
Beaumarchais é o criador do personagem Fígaro, presente na trilogia constituída pelas comédias O Barbeiro de Sevilha ou A Precaução Inútil (no original em francês, Le barbier de Séville, 1775), As Bodas de Fígaro (no original, em francês, La Folle journée, ou le Mariage de Figaro, 1784), e  pelo drama A mãe culpada (no original francês, L'Autre Tartuffe, ou la Mère coupable, 1789-1790). Todas as três peças foram transformadas em óperas - por Paisiello, Rossini (Il barbiere di Siviglia), Mozart (Le nozze di Figaro) e Milhaud (La Mère coupable).

## Lista de trabalhos
- Década de 1760 - várias comédias de um ato (desfiles) para encenação privada. 
  - Les Député de la Halle et du Gros-Caillou
  - Colin et Colette
  - Les Bottes de sept lieues
  - Jean Bête à la Foire
  - Œil pour œil
  - Laurette
- 1765 (?) - Le Sacristain, interlúdio (precursor de Le Barbier de Séville )
- 1767 - Eugénie, drama, estreia na Comédie-Française.
- 1767 - L'Essai sur le genre dramatique sérieux.
- 1770 - Les Deux amis ou le Négociant de Lyon  [ de ; fr ], drama, estreado na Comédie-Française
- 1773 - Le Barbier de Séville ou la Précaution inutile, comédia, estreada em 3 de janeiro de 1775 na Comédie-Française
- 1774 - Mémoires contre Goezman
- 1775 - La Lettre modérée sur la chute et la critique du "Barbier de Sérville"
- 1778 - La Folle journée ou Le Mariage de Figaro, comédia, estreada em 27 de abril de 1784 na Comédie-Française
- 1784 - Préface du mariage de Figaro
- 1787 - Tarare, ópera com música de Antonio Salieri, estreada na Opéra de Paris (texto completo)
- 1792 - La Mère coupable ou L'Autre Tartuffe, drama, estreou a 26 de junho no Théâtre du Marais
- 1799 - Voltaire et Jésus-Christ, em dois artigos.

## Lista de trabalhos relacionados
- Clavigo (1774), uma tragédia de Johann Wolfgang von Goethe baseada nas experiências de Beaumarchais na Espanha
- Il barbiere di Siviglia, ovvero La precauzione inutile (1782), uma ópera baseada na peça título, libreto de Giuseppe Petrosellini e música de Giovanni Paisiello, revisada em 1787
- Le nozze di Figaro (1786), uma ópera baseada na peça-título, libreto de Lorenzo Da Ponte e música de Wolfgang Amadeus Mozart
- Ta veseli dan ali Matiček se ženi (1790) de Anton Tomaž Linhart, uma peça adaptada de Le Mariage de Figaro
- Il barbiere di Siviglia (1796), uma ópera baseada na peça, música de Nicolas Isouard
- La pazza giornata, ovvero Il matrimonio di Figaro (1799), uma ópera baseada na peça-título, libreto de Gaetano Rossi e música de Marcos Portugal
- Il barbiere di Siviglia (1816), uma ópera baseada na peça-título, libreto de Cesare Sterbini e música de Gioachino Rossini
- I due Figaro o sia Il soggetto di una commedia (1820), uma ópera baseada na peça Les deux Figaro ou Le sujet de comédie de Honoré-Antoine Richaud Martelly, libreto de Felice Romani e música de Michele Carafa
- I due Figaro o sia Il soggetto di una commedia (1835), ópera baseada na peça Les deux Figaro ou Le sujet de comédie de Honoré-Antoine Richaud Martelly, libreto de Felice Romani e música de Saverio Mercadante
- Chérubin (1905), uma ópera baseada no papel-título, música de Jules Massenet, libreto de Francis de Croisset e Henri Caïn
- Die Füchse im Weinberg ( Proud Destiny, Waffen für Amerika, Foxes in the Vineyard ) (1947/48), de Lion Feuchtwanger - um romance principalmente sobre Beaumarchais e Benjamin Franklin com início na Paris de 1776
- Beaumarchais (1950), uma comédia escrita por Sacha Guitry
- La mère coupable (1966), uma ópera baseada na peça-título, libreto de Madeleine Milhaud e música de Darius Milhaud
- The Ghosts of Versailles (1991), uma ópera vagamente baseada em La Mère coupable, música de John Corigliano, libreto de William M. Hoffman, em que Beaumarchais e Maria Antonieta são personagens principais
- Den brottsliga modern (1991), uma ópera baseada em La Mère coupable, música de Inger Wikström, libreto de Inger Wikström e Mikael Hylin  [ sv ].
- Beaumarchais l'insolent (1996), filme baseado na peça de Sacha Guitry, dirigido por Édouard Molinaro